# Avenue 23 de Maio
L'avenue 23 de Maio ou avenue Vinte e Três de Maio (Avenida 23 de Maio ou Avenida Vinte e Três de Maio), en français avenue du 23 mai ou avenue du Vingt-Trois mai, à l'origine connue sous le nom d'avenue Itororó (Avenida Itororó) et, plus tard, d'avenue Anhangabaú (Avenida Anhangabaú), est l'une des avenues les plus fréquentées de la ville de São Paulo.

## Situation et accès
Cette voie est considérée comme étant le couloir principal reliant les quartiers de la sous-préfecture de Vila Mariana à la région centrale de la ville. Elle fait partie du Corridor Nord-Sud.

## Origine du nom
Il a reçu ce nom en référence au jour où les étudiants Martins, Miragaia, Dráusio et Camargo (connus sous l'acronyme MMDC) ont été tués, le 23 mai 1932, un événement qui s'inscrit dans le contexte de la Révolution constitutionnaliste de 1932.

## Historique

### Projet
En 1927, le maire de l'époque José Pires do Rio a commandé un système routier à un groupe d'urbanistes, qui a suggéré la « théorie de fond de la vallée », utilisée plus tard dans les projets de grandes avenues à São Paulo. Jusque-là, la préférence de la ville était donnée aux avenues à plateaux, comme les avenues Paulista, Doutor Arnaldo et Lins de Vasconcelos. Cette même année, la première expropriation pour les travaux futurs a été réalisée, au moment de la décharge de la rua Pedroso : un des pavillons de l'usine Taco de Ouro. Les vestiges de ce pavillon ont été abandonnés pendant de nombreuses années, en raison du retard pris dans le démarrage des travaux sur ce tronçon de l'avenue.
La conception de l'avenue remonte à 1937, comme Avenue Itororó, plus tard changé en Avenue Anhangabaú, l'idée du maire Prestes Maia, mais ne serait inauguré qu'en 1969, comme connexion entre le centre-ville et l'aéroport de Congonhas. En 1940, il figurait déjà en projet sur les cartes de Guia Levy.
Le projet initial ne prévoyait que la connexion entre le Centre et le parc d'Ibirapuera, le tracé de l'avenue étant décrit comme suit par le journal Diário Popular en 1945 : "[Ibirapuera] reste le point terminal de la large avenue Itororó, avec un transit rapide, le qui, profitant de la vallée de la rivière Anhangabaú, se terminera au largo Guanabara, à travers un tunnel, puis continuera par le bas de l'Institut biologique jusqu'à atteindre l'avenue Brasil, pour faire la connexion avec le quartier de Pinheiros."
En 1958, son projet s'inscrit dans le Plan des Voies Rapides Diamétrales Urbaines, et l'avenue porte déjà le nom 23 de Maio, déterminé par la Loi Ordinaire no 4473, du 22 mai 1954. Bien que le nom ait été défini en 1954, un long article dans le journal Folha da Manhã, l'année suivante, parlait encore de « Avenue Anhangabaú ». En 1960, un autre article du même journal mentionnait "Avenue Itororó" comme le nom sous lequel elle était connue.
Le projet évoqué en 1954 faisait déjà élargir les terre-pleins centraux, prévoyant qu'une ligne de métro y passerait, avec des stations sur certains des viaducs qui passeraient sur l'avenue. Des améliorations telles que des voies plus larges, des rampes moins raides et la création d'une "voie verte" de 18 mètres de large de chaque côté des voies faisaient également partie de ce projet. « En raison de la topographie locale, il permettra l'installation facile de flux de circulation à différents niveaux, séparés par des espaces paysagers, avec un bel effet esthétique », a décrit le Diário Popular. À l'époque, la capacité de l'avenue devait être d'environ quatre mille véhicules par heure dans chaque sens.

### Construction
L'avenue est peu à peu livrée au public. Les travaux, en effet, ont commencé en 1951, mais seulement sur un tronçon d'environ deux cents mètres, de la praça da Bandeira au viaduc Dona Paulina, qui, comme le viaduc Brigadeiro, a été construit en pensant à l'avenue. En impasse, ce tronçon n'a été utilisé pendant de nombreuses années que comme stationnement. Pour 1961, l'intention était d'atteindre la rua da Assembleia, car les coûts d'expropriation des propriétés au-delà de cette route dépassaient de 1 900% le budget de l'année pour les travaux.
Cependant, le simple fait d'atteindre la rua da Assembleia ne devrait pas augmenter considérablement l'utilisation de l'avenue, comme le soulignait Folha de S.Paulo en 1960 : « Livré à la circulation, ce tronçon ne sera destiné qu'à servir d'accès aux bâtiments-garage de la [rua] Riachuelo et du viaduc Brigadeiro Luís Antônio, en plus de servir, très probablement, de stationnement. Aucune fonction plus utile d'un point de vue routier ne peut assumer cette connexion entre le premier tronçon de l'avenue Itororó et la rua da Assembleia. Le Diário da Noite avait également critiqué le retard, dans un rapport de 1959 qui qualifiait la rue d'« avenue morte » : « C'était juste l'ancien Vale do Anhangabaú qui attendait que l'ingénierie municipale lui donne fonction et justifie les viaducs coûteux construits avec de longs passages, fini depuis longtemps. »
Pour aller plus loin, la Mairie a rencontré de nombreuses difficultés d'expropriation, car la plupart des terrains à exproprier étaient en fond de vallée et en arrière-cour, bloqués par la loi. Le tronçon initial allant de la praça da Bandeira à la rua da Assembleia a été exproprié en 1944, mais de nouvelles expropriations ont mis de nombreuses années à se produire. Le décret expropriant le tronçon comprenant les rues Jaceguai, Conde de São Joaquim, Condessa de São Joaquim et Liberdade (comme on l'appelait à l'époque l'avenue Liberdade) a été publié le 12 novembre 1960. Un peu plus de deux ans plus tard, un nouveau décret expropriait une superficie d'environ huit mille à neuf mille mètres carrés, correspondant au bloc comprenant les rues Cubatão, Estela, Oscar Porto et Tomás Carvalhal, où le tunnel qui se terminerait passerait sous le largo Guanabara. Ce tunnel finirait par être construit à ciel ouvert, à un niveau plus bas que les rues proches jusqu'aux proximités de la Rue Coronel Oscar Porto.
En novembre 1963, la Mairie informa qu'elle était déjà en possession de tous les terrains nécessaires à la construction de l'avenue. Un autre problème était celui des structures qui avaient déjà leur place sur le parcours ou sur son côté, comme les garages du service funéraire, qui occupaient les bas du viaduc de Dona Paulina, ou les grandes fondations du projet de siège du Département des routes, qui étaient à côté au Palácio Mauá, également à côté du même viaduc. De plus, selon un ingénieur du chantier, a informé le journal Diário Popular en 1966, le manque d'asphalte sur le marché a également affecté le rythme de la construction.
Lorsque Prestes Maia, en entrant pour la deuxième fois en mairie, en 1961, annonça qu'il procéderait à la construction de l'avenue, il fut critiqué par des personnes qui pensaient que la Radial Leste serait plus important et fut même accusé de vouloir profiter de l'avenue car il aurait un terrain à la zone sud. Il finit par hésiter et, en raison d'un retard dans la perception des impôts pour l'année 1962, donne la priorité à d'autres travaux, mais fait continuer les expropriations dans le tronçon entre la rua da Assembleia et le plateau de Paraíso. A cette époque, on pensait encore qu'un tunnel d'un kilomètre serait nécessaire pour franchir le plateau, mais en 1963 le projet avait été modifié, en raison du coût élevé des expropriations.
Après que les travaux de Radial Leste se soient également heurtés à la difficulté des expropriations, il a été possible de s'intéresser à nouveau au 23 mai, en 1964. La première étape vers l'ouverture de l'avenue a été franchie le 9 septembre, avec la publication de l'avis d'appel d'offres pour la construction du viaduc Condessa de São Joaquim, avec un investissement estimé à 250 millions de cruzeiros. La veille au soir, Prestes Maia était allé à la télévision l'informer que le dernier terrain pour l'ouverture de l'avenue était en cours d'acquisition par la mairie, et que l'appel d'offres pour la construction du viaduc de Jaceguai serait publié dans quelques semaines.
Il a fallu démolir l'église Santa Generosa, qui était située dans l'ancienne praça Rodrigues de Abreu, dont le terrain avait été cédé par la mairie en tant que contrat de prêt, y compris les irrégularités signalées en 1963 dans la concession. La construction du viaduc Santa Generosa a été approuvée fin novembre 1967.
Le tronçon considéré comme initial, de 1 400 mètres, allait de la praça da Bandeira au viaduc Pedroso et était en service depuis le 25 janvier 1967. Ce mois-là, un appel d'offres public a été ouvert pour la construction du viaduc de la rue do Paraíso, mais d'autres viaducs essentiels pour l'achèvement de la route, tels que ceux de l'avenue Bernardino de Campos et de la rue Cubatão, n'avaient pas encore de prévision de concurrence.
Le premier viaduc inauguré après le début des travaux sur l'avenue fut le Condessa de Joaquim, le 8 juillet 1966. Jusqu'alors, la rue Humaitá était la seule connexion entre la rue Vergueiro et l'avenue Brigadeiro Luís Antônio, via une décharge, et cette connexion a été interrompue avec l'ouverture du nouveau viaduc. Le viaduc Pedroso a été retardé et ne sera livré que le 29 mai de l'année suivante. En août 1968, il est décidé de construire le viaduc de Beneficência Portuguesa, pour alléger le trafic sur les viaducs Pedroso et de la rue do Paraíso, ce dernier étant finalisé car il n'ouvrira que le 8 octobre.

### Opération

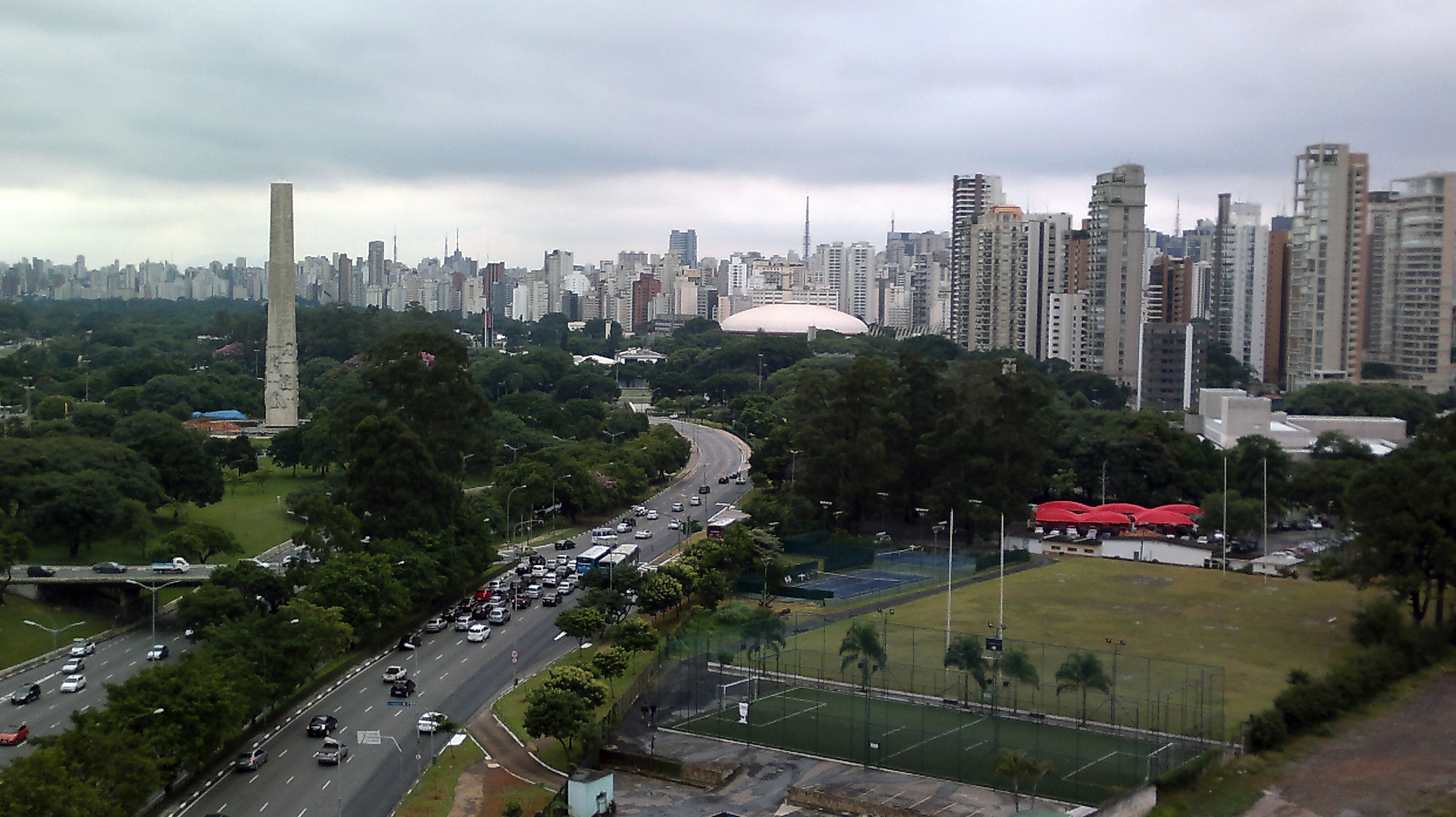
Avenue 23 de Maio, Ibirapuera, Obélisque

Certains tronçons de l'avenue, comme entre la Praça da Bandeira et Paraíso et de la rue Cubatão au parc d'Ibirapuera, étaient déjà en service et étaient empruntés par « un nombre considérable de véhicules », selon la Folha de S.Paulo. L'ouverture officielle était même prévue pour le 9 juillet 1968, mais le même périodique écrivait que "personne ne sait quand [l'avenue] sera prête". L'inauguration officielle et définitive n'a eu lieu que le 25 janvier 1969, lorsqu'une tribune a été mise en place pour le maire José Vicente Faria Lima, à la hauteur de la rue Joinville. Il y a eu, là, une cérémonie, qui s'est finalement un peu entravée par la pluie. La plaque commémorative a été dévoilée à la hauteur du viaduc de la rua do Paraíso. L'inauguration à cette date était menacée par la lenteur des travaux, mais une détermination de Faria Lima aurait garanti la livraison à cette date. La livraison a cependant eu lieu avec signalisation provisoire, au motif que la DET attendait que tous les accès à la route soient prêts.
Peu de temps après son ouverture dans les années 1970, en raison de virages mal dessinés et d'un mauvais revêtement, elle était considéré comme dangereuse : une dizaine de personnes mouraient par mois, en moyenne, pendant cette période. La congestion constante posait un autre problème et était attribuée à des erreurs de conception, qui auraient été faites à la hâte. "A l'époque, sa construction était si nécessaire que [Faria Lima] n'avait pas d'autre alternative", expliquait, en 1970, Isao Kono, ingénieur du DET, à Folha. "Il devait effectuer les travaux, puis tailler les bords." Pour lui, il a fallu refaire l'asphalte de l'avenue, aménager des passerelles piétonnes et corriger les pentes des courbes, en plus d'adapter les voies d'accès et de retour.

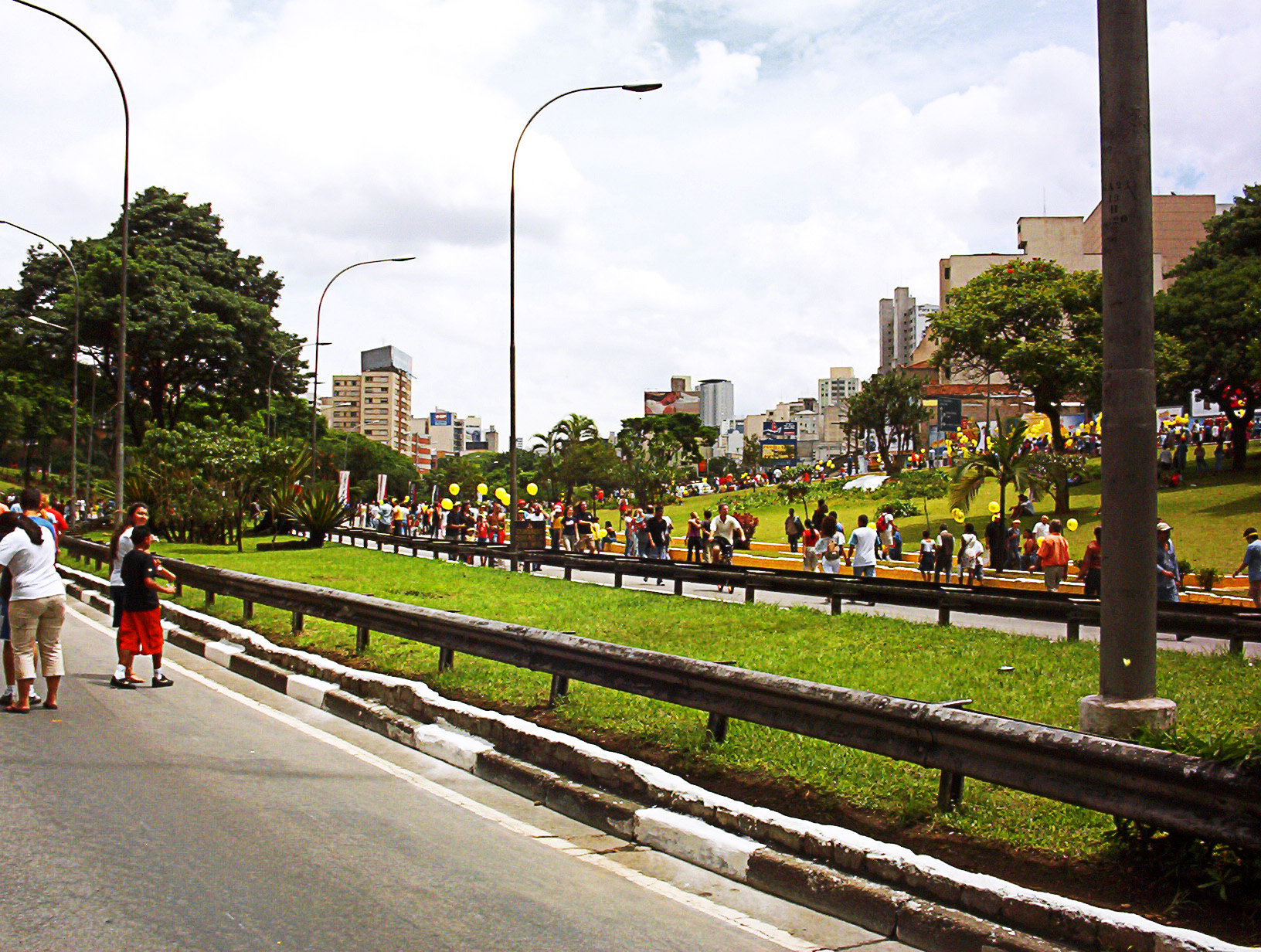
À l'occasion du de la ville, l'avenue Vinte e Três de Maio a été fermé aux véhicules.

Pour les célébrations du 450e anniversaire de la ville, le 25 janvier 2004, l'avenue a été fermée à la circulation automobile dès zéro heure. L'interdiction vers Ibirapuera était d'Anhangabaú à la sortie pour Rua Coronel Oscar Porto ; en sens inverse, entre Rua Estela et Anhangabaú. L'intention était de transformer l'avenue en "une immense scène avec des spectacles, des chars, de la cuisine et diverses autres attractions". Il y aurait 31 chars, chacun représentant un arrondissement de la municipalité.
En 2010, l'avenue était la deuxième en nombre d'accidents de motos à São Paulo, derrière Marginal Tietê, avec 70% des accidents de la route impliquant des motos. En janvier 2008, un test a été réalisé, pendant une semaine entre 10 h et 16 h, d'une voie réservée aux motos, similaire à celle qui avait été mise en place des mois auparavant sur l'avenue Sumaré, avec des cônes séparant la voie de gauche à cet effet. Cependant, après seulement deux jours, la congestion sur la route avait doublé, et la fin des essais a été décrétée après le troisième jour. Le maire Gilberto Kassab a déclaré que, bien que l'expérience ait été « bonne », « l'intensité du trafic a dépassé les attentes ».
En juillet 2010, après l'ouverture de la piste cyclable à rua Vergueiro, il a été envisagé d'interdire la circulation des motos sur l'avenue, mais après le départ du secrétaire aux Transports Alexandre de Moraes, le nouveau secrétaire, Marcelo Cardinale Branco, a gelé le proposition. En septembre, il a été annoncé que la mesure serait reportée indéfiniment, selon le Secrétariat aux transports, car le groupe de motos de Vergueiro ne serait pas en mesure d'absorber tout le volume de motos du 23 de Maio. Pour Branco, l'interdiction à la 23 de Maio devrait s'accompagner de la construction de nouvelles pistes aux motos.

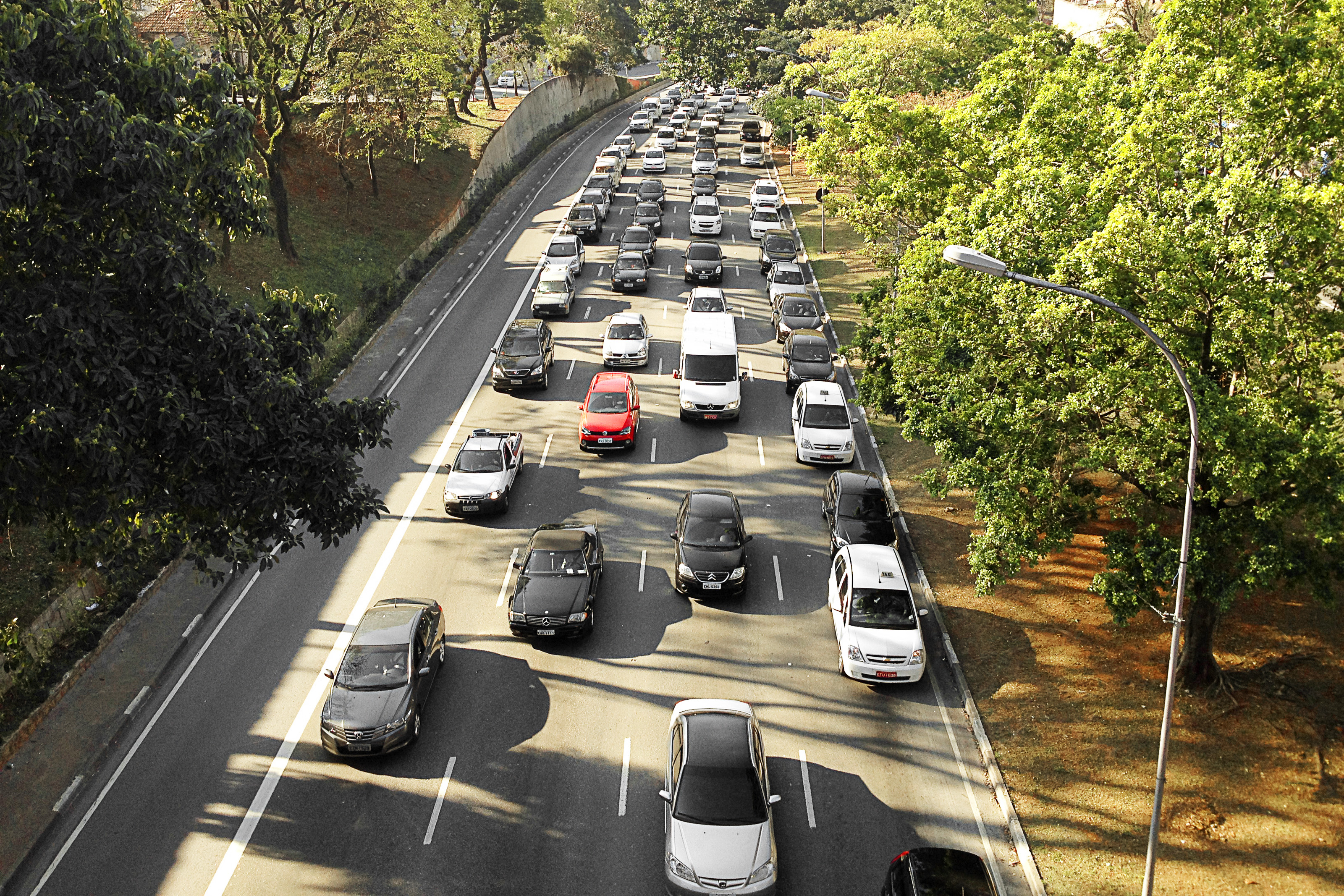
Voie de bus, à gauche, sur l'Avenida Vinte e Três de Maio, en direction du quartier, vue du viaduc Pedroso.

En plus des radars de vitesse sur poteaux qui existaient déjà sur la route, la Companhia de Engenharia de Tráfego (CET) a même installé deux radars sur les viaducs de la route (sur les viaducs Tutoia et Pedroso) en 2011, mais en mars 2012, elle a dû changer le la façon dont ils ont été installés, car ils étaient cachés aux conducteurs, contrairement au Code national de transit. Selon le CET, les radars étaient encore inopérants lors du changement d'installation.
L'avenue a gagné des voies réservées aux bus le 5 août 2013. La voie a été mise en service du lundi au vendredi, de 6 h à 22 h et avait pour but de réduire le temps de trajet des bus dans le Corridor Nord-Sud. La partie nord du corridor formé par Prestes Maia, Tiradentes et avenues Santos Dumont, avait gagné des voies exclusives une semaine plus tôt, alors que la partie sud, impliquant la fin de l' Avenida Washington Luís et de l' Avenida Interlagos, gagnerait ses huit jours plus tard. Initialement, aucune amende ne serait appliquée, et la Ville n'a pas précisé quand ils commenceraient, cependant, huit jours plus tard, elle a été informée que les voitures qui envahiraient la voie seraient verbalisées à partir du 26. L'infraction a été considérée comme légère et la valeur était de 53,20 reais. Le premier jour des amendes, il y en avait 708 dans le Corridor Nord-Sud, la grande majorité (648, soit une amende toutes les deux minutes) sur le tronçon comprenant les avenues Vinte et Três de Maio, Moreira Guimarães, Rubem Berta et Washington Luís.
Après la première semaine d'exploitation du corridor à Vinte e Três de Maio, le directeur des opérations de CET a garanti que la vitesse des bus sur l'ensemble du corridor avait augmenté d'environ 40 à 50%, tandis que celle des voitures aurait diminué d'environ 5%. Sur le tronçon impliquant l'avenue, avec Rubem Berta, le gain aurait été encore plus important : la vitesse des bus aurait augmenté de 108% en pleine après-midi, entre 17 h et 21 h. Malgré cela, le magazine Época a estimé que la mise en place de voies de bus dans la ville aurait été l'une des raisons de la baisse de popularité du maire Fernando Haddad, en raison de la perception d'une augmentation du trafic.
À la fin de l'année, la mairie a publié un plan pour le BRT Nord-Sud, qui comprendrait, parmi les travaux, des viaducs pour permettre aux bus circulant le long de Vinte e Três de Maio d'accéder à d'autres avenues de la région d'Ibirapuera, telles que Ibirapuera, Professor Ascendino Reis et Pedro Álvares Cabral. La prévision était que l'ensemble des travaux du BRT serait prêt d'ici 2016, et les viaducs de l'avenue n'ont pas été inclus dans la première phase du projet.

## Caractéristiques

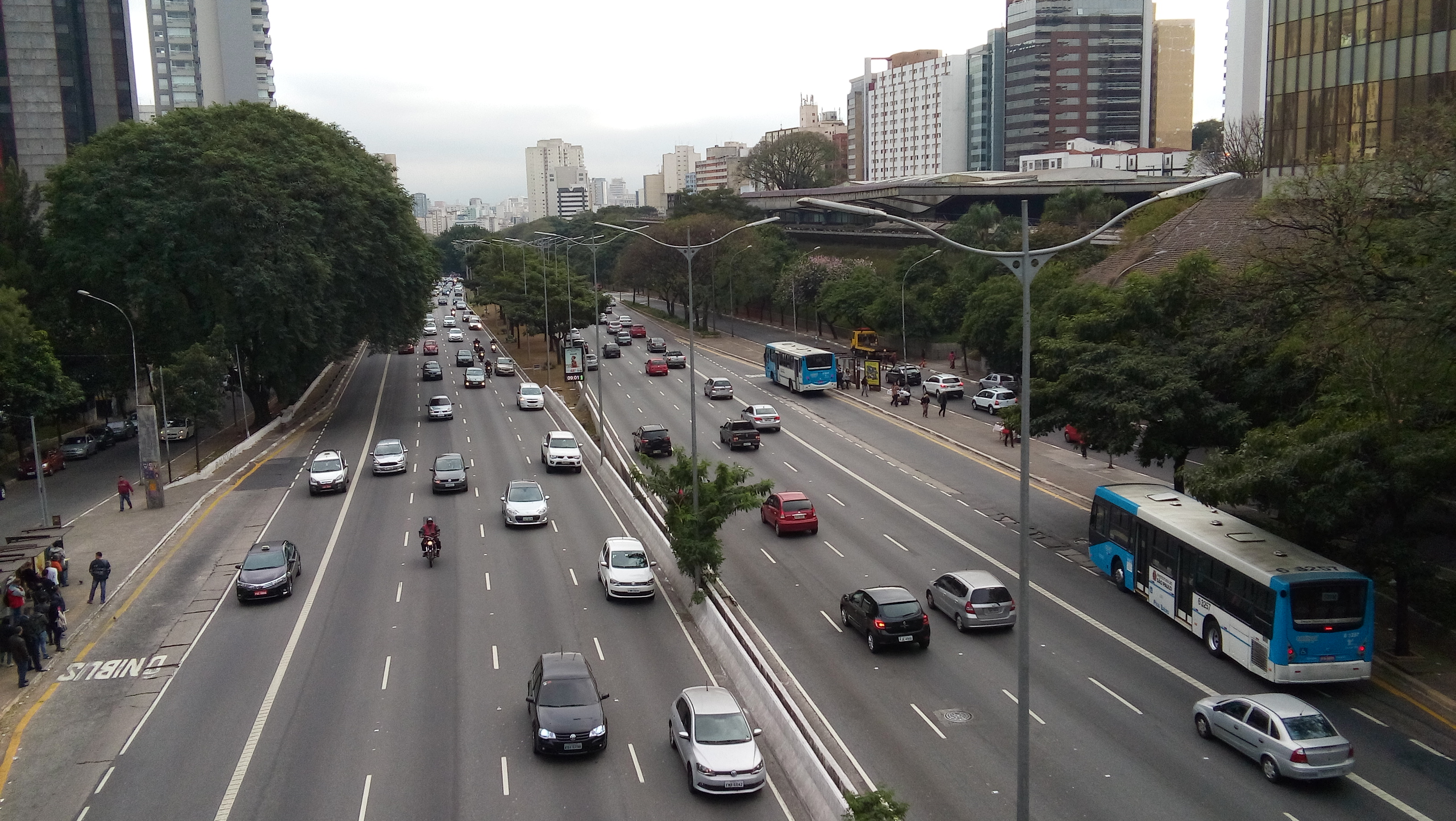
Avenue 23 de Maio

Construite sur le ruisseau Itororó, qui était canalisé, l'avenue consiste en une voie rapide dans son intégralité, c'est-à-dire qu'elle n'est l'adresse d'aucun établissement résidentiel ou commercial, ayant des barrières de confinement à leur place, occupant une large ruelle total de quatre-vingts mètres, pour permettre le boisement des lieux. Il existe cependant un tronçon de l'avenue physiquement intégré à la rua Estela, ce qui donne l'impression qu'ils forment une seule rue, en raison des caractéristiques topographiques de ce tronçon. L'avenue passe sous le plateau de l'avenue Paulista, à la hauteur de l'Avenida Bernardino de Campos, à une profondeur de douze mètres.
Son nom est un hommage au jour où quatre étudiants, deux de la Faculté de droit de l'université de São Paulo et deux de l'École polytechnique de l'université de São Paulo, Martins, Miragaia, Dráusio et Camargo (MMDC), frappaient victimes de la Révolution constitutionnaliste de 1932 et effondrées dans un conflit, au milieu de la place de la République.
Trois des viaducs qui traversent l'avenue — Dona Paulina, Condessa de São Joaquim et Pedroso — ont une structure interne, dont la fonction originale, dans le cas des deux derniers, serait d'abriter les futures stations de métro, référant aux anciens projets de la ligne Nord-Sud du métro, qui circulerait à ciel ouvert le long de la large médiane centrale de l'avenue — dans un premier temps, cependant, cette médiane devrait être utilisée comme piste expresse. Ces structures ont même des escaliers qui mènent à ce qui serait les quais latéraux de la gare. A Dona Paulina, fonctionne le service funéraire municipal ; à Condessa de São Joaquim, qui servait autrefois de foyer, en 2006, vivaient des familles sans abri. A Pedroso, il existe encore un refuge, entretenu depuis 1996 par la Communauté Méthodiste des Gens de la Rue. Les viaducs construits dans la région d'Ibirapuera ont été définis par le journal O Estado de S. Paulo en 1969 comme ayant « des lignes architecturales sans précédent et un traitement paysager complet du site ».
La limitation de vitesse sur l'avenue, mise en place à 80 km/h en novembre 1970, été abaissé à 70 km/h en février 2010, pour, selon la Companhia de Engenharia de Tráfego, "donner plus de sécurité aux usagers et uniformiser la vitesse sur toute la longueur" du Corridor Nord-Sud. En effet, le tronçon de l'avenue entre le viaduc Dona Paulina et le tunnel d'Anhangabaú a une vitesse autorisée inférieure (60 km/h), pour être dans un virage. Le changement a été rencontré par des opinions divergentes des conducteurs.